# Moritz von Kretschmann
Moritz von Kretschmann (* 3. November 1790 in Saalfeld; † 29. April 1868 in München) war ein bayerischer Generalmajor und Kommandant des Kadettenkorps.

## Leben
Moritz von Kretschmann wurde 1790 in Saalfeld im Herzogtum Sachsen-Coburg-Saalfeld geboren. Sein Vater, der preußische Kammerdirektor Theodor von Kretschmann, stand später als dirigierender Minister in herzoglich Coburg-Saalfeldischen Diensten.
Seine militärisch-wissenschaftliche Bildung erhielt Kretschmann teils in der Militärakademie in Berlin, teils in Paris, wo er nach zweijährigem Aufenthalt 1808 in französische Kriegsdienste trat. Hier kämpfte er als Leutnant und Rittmeister in den Feldzügen 1809 und 1810 gegen Spanien und England und 1812 und 1813 gegen Russland und seine Verbündeten. 1813 wurde er in der Schlacht bei Kulm verwundet und gefangen genommen. Nach neunmonatiger Kriegsgefangenschaft in Ungarn, nachdem schon früher seine väterliche Besitzung, das ehemalige Kloster Theres in Unterfranken, unter bayerische Landeshoheit gekommen war, trat er 1815 als Rittmeister im freiwilligen Husarenkorps, dem späteren 1. Husarenregiment, in bayerische Kriegsdienste über und nahm am Feldzug gegen Frankreich teil.
1822 in den Generalstab unter Clemens von Raglovich berufen, wurde er in dieser Verwendung 1829 Major und als solcher 1837 zum 3. Chevaulegers-Regiment „Herzog Max“ versetzt. 1840 folgte die Beförderung zum Oberstleutnant, 1844 die Ernennung zum Oberstkommandanten des 4. Chevaulegers-Regiments „König“. Am 31. März 1848 zum Kommandanten des Kadettenkorps ernannt, übernahm er am 20. Mai 1848 die Leitung der Anstalt, die bis dahin Major Michael Schuh interimistisch versehen hatte, und wurde am 22. November 1848 zum Generalmajor befördert.
Während Kretschmanns Dienstzeit als Kommandant der Bildungsanstalt führte der Umschwung des Jahres 1848 auch im Kadettenkorps zu Änderungen. Die Anstalt wurde in den Zeitungen jener Zeit hart angegriffen. Ihr wurde vorgeworfen, nur zum Vorteil des Adels, der Offiziere und des höheren Beamtenstandes zu dienen; es wurde die Schließung der Einrichtung oder mindestens ihre völlige Reform gefordert. Auf Anordnung des Kriegsministeriums erarbeitete eine Kommission unter der Leitung des Generalleutnants Freiherr von Heideck, der auch Kretschmann angehörte, eine den Anforderungen der Zeit entsprechende Reorganisation der Anstalt (Entwürfe für die Begründung einer Artillerie- und Ingenieurschule lagen bereits vor). Die Umsetzung erfolgte dann unter Kretschmanns Nachfolger Schuh, der der Kommission ebenfalls angehört hatte.
Seine schlechte Gesundheit zwang Kretschmann, um Versetzung in den Ruhestand zu bitten, die am 17. November 1851 erfolgte. Schon am 31. August hatte er das Kommando über das Kadettenkorps seinem Vertreter Oberst Schuh übergeben.
Hans von Kretschmann (1832–1899), preußischer General der Infanterie, und Arthur von Kretschmann (1836–1889), preußischer Generalmajor, waren seine Neffen.